# كيري هاريس
كيري هاريس (بالإنجليزية: Kerry Harris)‏ هي لاعبة كرة مضرب أسترالية سابقة. امتدت مسيرتها الاحترافية من سنة 1967 إلى 1975. كما أنها إحدى بطلات الجراند سلام حيث فازت بنهائي أستراليا المفتوحة 1972.

## بطولات حققتها
- بطولة أستراليا المفتوحة للتنس

## روابط خارجية
- كيري هاريس على موقع رابطة محترفات التنس (الإنجليزية)
- كيري هاريس على موقع الاتحاد الدولي لكرة المضرب (الإنجليزية)
- كيري هاريس على موقع خلاصة التنس.كوم (الإنجليزية)